# Alfonso Liguori Morapeli
Alfonso Liguori Morapeli OMI (* 25. Mai 1929 in Ha Motebang, heute Mokhotlong-Distrikt; † 17. Mai 1989; nach anderen Angaben Alphonse Morapeli oder Alphonsus Morapeli) war Erzbischof des Erzbistums Maseru.

## Leben
Alfonso Liguori Morapeli trat der Ordensgemeinschaft der Oblaten (OMI) bei und empfing am 14. Dezember 1958 die Priesterweihe. 
Papst Paul VI. ernannte ihn 1967 anstelle des verstorbenen Emanuel ’Mabathoana zum Erzbischof von Maseru. Die Bischofsweihe spendete ihm am 29. Juni 1967 der Erzbischof von Kapstadt, Owen Kardinal McCann; Mitkonsekratoren waren Joseph-Delphis Desrosiers OMI, Bischof von Qacha’s Nek, und Ignatius Phakoe OMI, Bischof von Leribe.
1968 bis 1970 amtierte er auch als Apostolischer Administrator des Bistums Leribe, bevor er von Bischof Paul Khoarai abgelöst wurde. 1972 bis 1982 war er Vorsitzender der Bischofskonferenz von Lesotho (Lesotho Catholic Bishops’ Conference, LCBC). In seiner Amtszeit setzte er sich für den Ausgleich zwischen Regierung und Opposition ein und erwirkte die Heimkehr zahlreicher Oppositioneller aus dem Exil. Auch fiel der Besuch von Papst Johannes Paul II., der erste Besuch eines Papstes in Lesotho, in seine Amtszeit.
Morapeli starb 1989 im Amt.